# Wibrometr
Wibrometr – przyrząd służący do pomiaru danych ciała drgającego, przedstawia on parametry pomiaru za pomocą urządzenia wskazówkowego. Podobne urządzenie, które jednak rejestruje wynik w postaci wykresu, to wibrograf.